# Борщагівка-Технічна

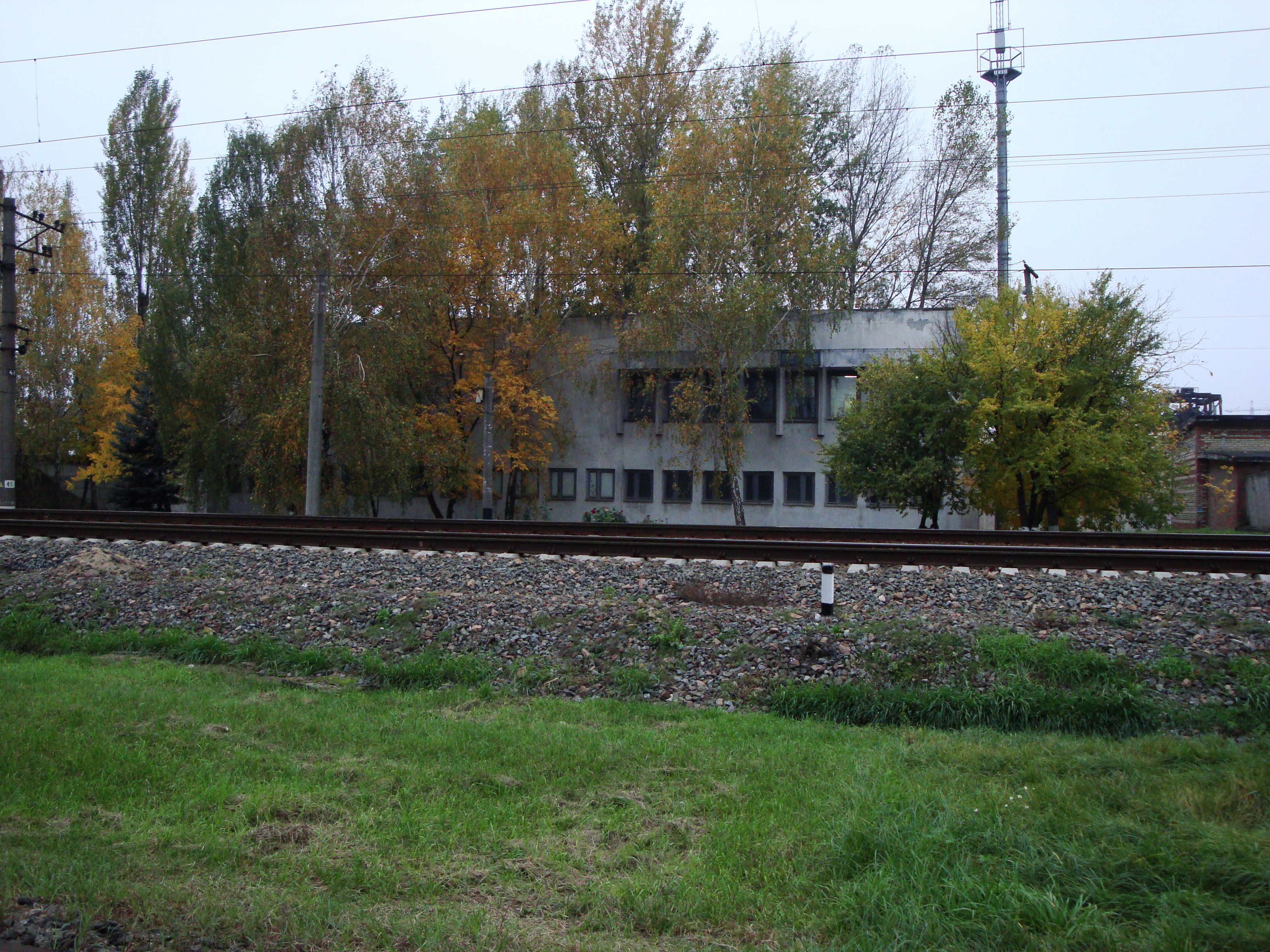
Пост ЕЦ

Борщагівка-Технічна — проміжна станція 3-го класу Київського залізничного вузла Південно-Західної залізниці. Розміщується між станціями Київ-Волинський та Борщагівка.
Виникла у 1960-і роки, у зв'язку з електрифікацією ділянки Київ — Тетерів, і необхідністю улаштування оборотного депо для приміських електропоїздів фастівського депо. Відстань до станції Київ-Пасажирський — 9 км.
Станція є пунктом обороту (офіційно — оборотним депо) та відстою для багатьох електропоїздів Коростенського напрямку (РПЧ-8 Фастів). Колійний розвиток представлений двома головними та 18 допоміжними коліями, із яких 12 колій призначені для відстою електропоїздів. На станції розташовані будівлі електричної централізації станції і оборотного депо станції Борщагівка-Технічна. Також на коліях відстою електропоїздів виконується ТО-2 для електропоїздів моторвагонного депо Фастів-1, інколи для електропоїздів РПЧ-10 Чернігів. Попри те, що донедавна ця станція у розкладах не фігурувала, усі без винятку електропоїзди там зупинялися. Для більш зручної посадки і висадки пасажирів під час службової зупинки на станції улаштовані невеликі платформи довжиною 2.5-3м. Також колії станції Борщагівка-Технічна використовуються для відстою та технічного обслуговування рухомого складу Київської міської електрички.
- Місцевість: Борщагівка, Відрадний.